# Klaus Ploghaus
Klaus Ploghaus, né le 31 janvier 1956 à Gelnhausen dans l'ancienne Allemagne de l'Ouest et mort le 11 janvier 2022 à Hambühren, est un athlète allemand spécialiste du lancer de marteau.

## Carrière

### Palmarès
| Date | Compétition                  | Lieu        | Résultat | Performance |
| ---- | ---------------------------- | ----------- | -------- | ----------- |
| 1975 | Championnats d'Europe junior | Athènes     | 2e       | 65,90 m     |
| 1979 | Universiade d'été            | Mexico      | 1er      | 75,74 m     |
| 1981 | Universiade d'été            | Bucarest    | 1er      | 77,74 m     |
| 1983 | Championnats du monde        | Helsinki    | 6e       | 76,96 m     |
| 1984 | Jeux olympiques d'été        | Los Angeles | 3e       | 76,68 m     |

### Records
| Épreuve           | Performance | Lieu      | Date        |
| ----------------- | ----------- | --------- | ----------- |
| Lancer de marteau | 81,32 m     | Paderborn | 25 mai 1986 |